# Sevilimedu
Sevilimedu es una ciudad y nagar Panchayat situada en el distrito de Kanchipuram  en el estado de Tamil Nadu (India). Su población es de 23454 habitantes (2011).

## Demografía
Según el censo de 2011 la población de Sevilimedu era de 23454 habitantes, de los cuales 11701 eran hombres y 11753 eran mujeres. Sevilimedu tiene una tasa media de alfabetización del 87,64%, superior a la media estatal del 80,09%: la alfabetización masculina es del 92,43%, y la alfabetización femenina del 82,91%.